# Callyspongia hirta
Callyspongia hirta är en svampdjursart som beskrevs av Gustavo Pulitzer-Finali 1993. Callyspongia hirta ingår i släktet Callyspongia och familjen Callyspongiidae. Inga underarter finns listade i Catalogue of Life.